# Joueur de premier but
 (août 2024).
Si vous disposez d'ouvrages ou d'articles de référence ou si vous connaissez des sites web de qualité traitant du thème abordé ici, merci de compléter l'article en donnant les références utiles à sa vérifiabilité et en les liant à la section « Notes et références ».
Premier but
En baseball, le joueur de première base ou joueur de premier but est le joueur qui est placé à la première des quatre bases (buts) et qui doit empêcher le coureur de parcourir le terrain pour marquer un point. Les joueurs de première base sont généralement de grande taille et souvent gauchers, mais peuvent être gauchers ou droitiers. Ils sont importants parce qu'ils enregistrent un nombre élevé de retraits.

## Responsabilités du joueur de première base

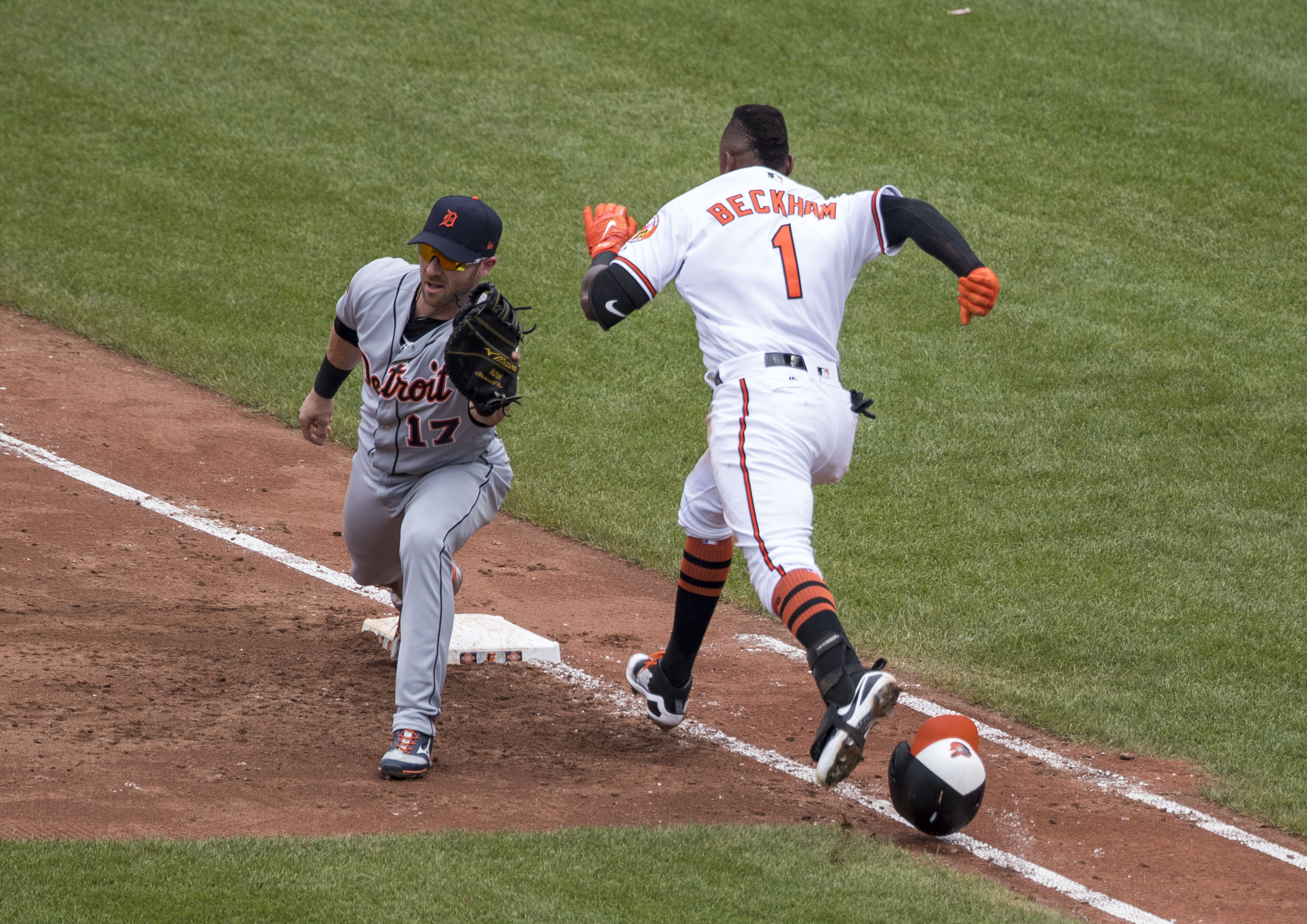
Le joueur de premier but Andrew Romine (à gauche) capte un relais avant l'arrivée d'un coureur adverse (à droite).

- Retirer les coureurs : quand la balle est frappée sur le terrain, les autres joueurs de champ intérieur doivent lancer la balle au première base. C'est pour cette raison que les premières bases ont un nombre élevé de retraits.

- Attraper la balle : il est chargé d'attraper la balle quand elle est frappée en l'air en sa direction.

- Aider à prévenir les vols de buts : le coureur installé au premier but peut s'en éloigner pour tenter un vol du deuxième but. Le joueur de premier but doit alors rester près du premier coussin (on dit qu'il aide à « retenir le coureur ») pour que le lanceur puisse lui lancer rapidement la balle et ainsi espérer la recevoir avant que le coureur ne puisse revenir vers le coussin et y toucher. Même si retirer un coureur de cette manière est impossible, ce qui arrive la plupart du temps, ce travail du joueur de premier but signale au coureur qu'il s'éloignera du coussin à ses risques, et peut aider à prévenir un vol de but.

## Joueurs de première base auTemple de la renommée du baseball
| - Cap Anson - Jeff Bagwell - Ernie Banks - Jake Beckley - Jim Bottomley - Dan Brouthers - Rod Carew |  | - Orlando Cepeda - Frank Chance - Roger Connor - Ed Delahanty - Jimmie Foxx - Lou Gehrig - Hank Greenberg |  | - Harmon Killebrew - Buck Leonard - Willie McCovey - Johnny Mize - Eddie Murray - Stan Musial |  | - Tony Pérez - George Sisler - Willie Stargell - Bill Terry - Jim Thome - Carl Yastrzemski |